# Sognando (Don Backy)
Sognando è un brano scritto ed interpretato da Don Backy
La canzone fu scritta nel 1971, ma la prima incisione (autoprodotta dallo stesso Don Backy) fu nel 1974. Una cover di successo di Sognando fu quella di Mina che, ascoltato il brano, ne rimase subito entusiasta e decise di registrarne una propria versione nel 1976.
Don Backy realizzò nel 1978 una seconda versione del brano (dopo quella del 1974) e decise di inserirla nell'album omonimo Sognando.

## Il brano
La canzone racconta di un ragazzo con disturbi mentali e si presenta come un flusso di coscienza dei pensieri del protagonista. Ci volle diverso tempo per far si che la canzone venisse compresa dal pubblico (va ricordato infatti che al tempo la malattia mentale era un tabù e veniva "curata" nei manicomi).
Il brano è scritto come se fosse una vera e propria poesia in musica e rappresenta una delle canzoni più conosciute di Don Backy.